# Hiroyuki
Hiroyuki ist ein männlicher japanischer Vorname (der im Japanischen hinter dem Familiennamen steht). Das Namenswörterbuch ENAMDICT kennt 99 verschiedene Schreibweisen des Namens in unterschiedlichen Bedeutungen.

## Bekannte Namensträger
- Agawa Hiroyuki (1920–2015), japanischer Schriftsteller
- Hiroyuki Kaiō (* 1972), Sumoringer
- Hiroyuki Miyazawa (Politiker) (* 1975), japanischer Politiker
- Hiroyuki Miyazawa (Skilangläufer) (* 1991), japanischer Skilangläufer
- Hiroyuki Morioka (* 1962), Schriftsteller
- Hiroyuki Sanada (* 1960), Schauspieler
- Cary-Hiroyuki Tagawa (* 1950), Schauspieler
- Hiroyuki Takei (* 1972), Mangaka
- Hiroyuki Tanaka (* 1964), Schauspieler und Regisseur
- Hiroyuki Taniguchi (* 1985), japanischer Fußballspieler
- Hiroyuki Tomita (* 1980), Kunstturner